# Hypargyra cribripennis
Hypargyra cribripennis är en skalbaggsart som beskrevs av Charles Joseph Gahan 1890. Hypargyra cribripennis ingår i släktet Hypargyra och familjen långhorningar. Inga underarter finns listade i Catalogue of Life.